# Khulan khatun
Khulan khatun, född 1164, död 1215, var en av Djingis khans hustrur. 
Hon var dotter till en Merkiter-hövding och gavs som gåva till Djingis khan efter hennes fars nederlag. Hon var en av Djingis khans favorithustrur, och han valde ofta att ta henne med på sina många resor. 